# Bengt Andersson (gevärsskytt)
Bengt Andersson, född den 6 mars 1966 i Mora, är en svensk gevärsskytt. 
Han var 300-meters gevärsspecialist under 1980- och 1990-talen och blev bland annat individuell världsmästare i grenen 60 skott liggande. Han ingick även i det svenska lag som tog guld vid VM 1998 i Zaragoza i Spanien (ISSF World Shooting Championships).
| World Championship results       | World Championship results | World Championship results |
| Tävling                          | 1998                       |                            |
| -------------------------------- | -------------------------- | -------------------------- |
| 300 metre rifle prone Individual | Guld · 598                 |                            |